# Lövő
Lövő è un comune di 1 448 abitanti situato nella contea di Győr-Moson-Sopron, nell'Ungheria nordoccidentale.